# Fjärde generationens krigföring
Fjärde generationens krigföring (4GK) är konflikter som kännetecknas av en utsuddning av gränserna mellan krig och politik, mellan soldater och civila. 
Termen användes först 1989 av en grupp amerikanska analytiker, däribland William S. Lind, för att beskriva krig har återvänt till en decentraliserad form. När det gäller generationer av modern krigföring så innebär den fjärde generationen nationalstaternas "förlust av sin nära monopol av stridskrafter, en återgång till konflikttyper som var vanliga i förmodern tid. 
Den enklaste definitionen är alla krig där en av de viktigaste deltagarna är inte en stat utan snarare en våldsam icke-statlig aktör.  Klassiska exempel, som den slavupproret i Spartacus, tiden före moderna begreppet krig och är exempel på denna typ av konflikt.

## Element
Fjärde generationens krigföring definieras som konflikter som innebär följande: 
- Är komplexa och långsiktiga
- Terrorism (taktik)
- En icke-nationell eller transnationell bas -Mycket decentraliserad
- En direkt attack mot fiendens kultur, inklusive folkmordshandlingar mot civila.
- Mycket sofistikerad psykologisk krigföring, särskilt genom mediamanipulation, psyops och "lawfare"
- Alla tillgängliga medel används - politiska, ekonomiska, sociala och militära
- Förekommer i lågintensiv konflikt , som inbegriper aktörer från alla nätverk
- Icke-stridande är taktiska dilemman
- Brist på hierarki
- Liten i storlek, utspritt nätverk av kommunikation och ekonomiskt stöd
- Användning av upprors- och gerillataktik

## Historia
Konceptet beskrevs först av författarna William S. Lind, överste Keith Nightengale (US Army), kapten John F. Schmitt (USMC), överste Joseph W. Sutton (US Army) och överstelöjtnant Gary I. Wilson (USMCR) i en artikel i 1989 Marine Corps Gazette med rubriken "The Changing Face of War: Into the Fourth Genera". 2006 kompletterats konceptet med USMC överste Thomas X. Hammes (Ret.) i sin väl mottagna bok, The Sling och The Stone.
De generationer av krig beskrivs av dessa författare är: 
Första generationens krigföring (1GK): radernas och kolonnernas taktik; som utvecklats i de slätborrade musköternas tidevarv. Lind beskriver att den första generationens krigföring börjar med den Westfaliska freden 1648 som slutade det trettioåriga kriget och om skapade statens behov av att organisera och genomföra krig. 1GK bestod av tätt uppställda soldater med disciplin. Dessa trupper skulle kämpa i nära ordning och avancera långsamt. Detta började förändras när slagfältet förändrades. Gamla linjer och kolonners taktik betraktas som självmord när pil och båge/svärd byttes mot geväret och kulsprutan. 
Andra generationens krigföring (2GK): taktiken bygger på linjär eld och rörelse, beroende av indirekt eld. Denna typ av krigföring kan ses i de tidiga stadierna av WWI där det fortfarande fanns strikt följsamhet genom drill och disciplin av formering och enhetlighet. Men det fanns fortfarande ett beroende av artilleri och eldkraft för att bryta dödläget och gå mot ett fältslag. 
Tredje generationrns krigföring (3GK): taktiken kännetecknas av infiltration för att kringgå och besegra motståndarens stridskrafter snarare än att försöka avsluta med och förstöra dem; och ett djupförsvar. 3GK-förband försöker kringgå motståndaren, och attackera hans bakre delar, till exempel den taktik som används av tyska stormtrupper i första världskriget mot det brittiska och franska stridskrafterna för att bryta skyttegravskrigets dödläge. Dessa aspekter av 3GK övergår i 4GK som det är också krigföring med fart och initiativ. Däremot riktar den sig mot både militära styrkor och hembefolkning. 
Användningen av fjärde generationens krigföring kan spåras till kalla kriget, när supermakter och stormakter försökte behålla sitt grepp om kolonier och erövrade områden. Oförmögna att stå emot direkt strid mot bombplan, stridsvagnar och kulsprutor, använde icke-statliga organisationer taktik som utbildning/propaganda, rörelseuppbyggnaden, sekretess, terror, och/eller förvirring för att övervinna den tekniska klyftan. 
Fjärde generationens krigföring omfattar ofta att en upprorsgrupp eller andra våldsamma icke-statliga aktörer försöker införa sin egen regering eller återupprätta en gammal regering istället för den nuvarande härskande makten. Men en icke-statlig enhet tenderar att bli mer framgångsrika när det inte försöker, åtminstone på kort sikt, att införa sin egen regim, men försöker helt enkelt att desorganisera och avlegalisera den stat där krigföring sker. Målet är att tvinga den statliga motståndaren att förbruka arbetskraft och pengar i ett försök att skapa ordning, helst på ett sådant sätt att det bara ökar oordningen, tills staten kapitulerar och drar sig ur. 
Fjärde generationens krigföring ses ofta i konflikter som rör misslyckade stater och inbördeskrig, särskilt i konflikter där icke-statliga aktörer, svåra etniska eller religiösa frågor, eller brutto konventionella militära skillnader. Många av dessa konflikter uppstår i det geografiska område som beskrivs av författaren Thomas PM Barnett som "the Non-Integrating Gap", utkämpade av länder från den globaliserade funktionens kärna . 
4GK har mycket gemensamt med traditionell lågintensiv konflikt i sina klassiska former av upproriskhet och gerillakrig. Som i de små krig, är konflikten initieras av "svagare" parten genom åtgärder som kan kallas "stötande". Skillnaden ligger i det sätt på vilket 4GK-motståndare anpassar dessa traditionella begrepp till dagens förhållanden. Dessa villkor formas av teknik, globalisering, religiös fundamentalism och ett skifte i moraliska och etiska normer som ger legitimitet åt vissa frågor som tidigare ansågs vara begränsningar i krigföring. Denna sammanslagning och metamorfos producerar nya sätt att kriga för både offensiva och defensiva parter.

## Kännetecken
Fjärde generationens krigföring kännetecknas normalt av att en våldsam icke-statlig aktörer (violent non-state actor - VNSA) kämpar en stat. Dessa strider kan vara fysiska, till exempel genom moderna exempel Hizbollah eller Tamilska befrielsetigrarna (LTTE). I detta sammanhang använder VNSA alla tre nivåer av fjärde generationens krigföring. 
Dessa är 
- den fysiska nivån, den verkliga kampen, det anses vara det minst viktiga,
- den mentala nivån, viljan att kämpa, tron på seger, etc., och
- den moraliska nivån, den viktigaste, som omfattar de kulturella normerna, etc.

En 4GK-motståndare kännetecknas av följande egenskaper: brist på hierarkisk auktoritet, brist på formell struktur, brist på tålamod och flexibilitet, förmåga att hålla en låg profil när det behövs, och liten storlek. En 4GK-motståndare kan använda taktiker som upprorisk ("insurgent"), terrorist eller gerilla, för att föra krig mot en nations infrastruktur. Fjärde generationens krigföring sker på alla fronter: ekonomiskt, politiskt, medialt, militärt och civilt. 
Motstånd kan också vara lägre än den fysiska nivån av våld.  Det är via icke-våldsmetoder, till exempel Gandhis motstånd mot det brittiska imperiet eller Martin Luther Kings marscher. Båda önskade deras fraktioner att minska konflikten medan staten eskalerade den, när målet var att rikta in sig på motståndarens moraliska och mentala nivåer snarare än den fysiska nivån. Staten ses då som en översittare och förlorar stöd. 
Ett annat kännetecken för fjärde generationens krigföring är att, till skillnad från i tredje generationens krigföring, är de våldsamma icke-statliga aktörernas styrkor decentraliserade. Med fjärde generationens krigföring kan det även finnas saknas en enskild organisation och mindre grupper kan organisera sig i improviserade allianser för att möta ett större hot (till exempel statens väpnade styrkor eller en annan fraktion). Som en följd är dessa allianser svaga och om statens militära ledarskap är smart nog kan de splittra sin motståndare och få dem att slåss med varandra. 
Målen med fjärde generationens krigföring: 
- Överlevnad.
- För att övertyga fiendens politiska beslutsfattarna att deras mål är antingen ouppnåeliga eller för dyrt för den upplevda nyttan.

Ändå är en annan faktor att politiska tyngdpunkter har förändrats. Dessa tyngdpunkter kan kretsa kring nationalism eller religion, eller familjens eller klanens ära. 
Distribuerade krafter, såsom gerilla, terrorister och upprorsmakare, som saknar en tyngdpunkt, förvägrar sina motståndare en samlingspunkt där de kan utdela ett slag som avslutar konflikten. Som ett resultat blir strategin mer problematiskt när man bekämpar en våldsam icke-statlig aktör. 
Det har teoretiserats om att en mellanstatlig konflikt i fjärde generationens krigföring skulle innebära användning av hackers och internationell rätt för att uppnå den svagare sidan syfte, med logiken att de civila i den starkare staten skulle förlora viljan att kämpa som ett resultat av att se sin stat bedriva påstådda grymheter och att få sina egna bankkonton angripna. 